# Screamin’ for My Supper
Screamin' for My Supper – drugi album studyjny amerykańskiej piosenkarki Beth Hart. Wydawnictwo ukazało się 3 sierpnia 1999 roku nakładem wytwórni muzycznych 143 Records oraz Atlantic Records. Nagrania zostały zarejestrowane we współpracy z producentem muzycznym Talem Herzbergiem, który zagrał także na gitarze basowej. Beth Hart w pracach nad płytą wsparli ponadto perkusista Rocco Bidlovski oraz gitarzysta Jimmy Khoury.
Produkcja spotkała się z nieznacznie większym zainteresowaniem publiczności w stosunku do debiutanckiej płyty piosenkarki. Pewną popularnością w Stanach Zjednoczonych cieszył się promujący płytę singel „LA Song (Out of This Town)”, który trafił na listy magazynu Billboard – Hot 100, Radio Songs oraz Adult Pop Songs. Utwór pozostaje jedynym autorskim przebojem w repertuarze Beth Hart.

## Lista utworów
Opracowano na podstawie materiału źródłowego.
| Nr  | Tytuł utworu                                    | Autorzy                            | Długość |
| --- | ----------------------------------------------- | ---------------------------------- | ------- |
| 1.  | „Just a Little Hole”                            | Beth Hart, Greg Sutton, Bob Thiele | 5:16    |
| 2.  | „Delicious Surprise”                            | Glen Burtnik, Hart                 | 3:48    |
| 3.  | „LA Song (Out of This Town)”                    | Hart                               | 3:55    |
| 4.  | „Is That Too Much to Ask”                       | Hart, Sutton, Thiele               | 3:32    |
| 5.  | „By Her”                                        | Lanny Cordola, Hart                | 4:08    |
| 6.  | „Get Your Shit Together”                        | Burtnik, Hart                      | 4:42    |
| 7.  | „Stay”                                          | Hart                               | 4:49    |
| 8.  | „G.O.P.”                                        | Hart                               | 4:00    |
| 9.  | „Skin”                                          | Hart                               | 5:00    |
| 10. | „Girls Say”                                     | Hart                               | 3:44    |
| 11. | „Sky Is Falling”                                | Burtnik, Hart                      | 4:34    |
| 12. | „Mama”                                          | Hart                               | 4:27    |
| 13. | „Favorite Things / House of Sin” (utwór ukryty) | Hart                               | 9:02    |
|     |                                                 |                                    | 1:00:57 |

## Listy sprzedaży
| Lista             | Kraj              | Pozycja |
| ----------------- | ----------------- | ------- |
| MegaCharts        | Holandia          | 97      |
| Recorded Music NZ | Nowa Zelandia     | 22      |
| Billboard 200     | Stany Zjednoczone | 143     |

| „LA Song (Out of This Town)”             | 1999 | 90 | 82 | 7 | 1 | 66 |
| „Delicious Surprise”                     | 2000 | –  | –  | – | – | –  |
| „–” oznacza, że singel nie był notowany. |      |    |    |   |   |    |